# Volker Rühe
Volker Rühe, né le 25 septembre 1942 à Hambourg, est un homme politique allemand membre de l'Union chrétienne-démocrate d'Allemagne (CDU).
Il est désigné secrétaire général de la CDU en 1989 par Helmut Kohl afin de remplacer Heiner Geißler, jugé trop à gauche, mais doit renoncer à ce poste en 1992 pour devenir ministre fédéral de la Défense dans la coalition noire-jaune conduite par Kohl. Spécialiste des questions de politique étrangère, il assure notamment la création effective de l'Eurocorps en 1995, mais est contraint à la démission trois ans plus tard, à la suite de la victoire de la coalition rouge-verte. En 2000, il tente sans succès de battre Heide Simonis aux élections dans le Schleswig-Holstein.

## Biographie
Il obtient son Abitur en 1962, puis étudie la philologie germanique et anglaise à l'Université de Hambourg. Six ans plus tard, en 1968, il passe son premier examen d'État de professeur du secondaires, et réussit le second deux ans plus tard.
Professeur à Hambourg de 1968 à 1976, il est actuellement consultant pour la société Cerberus.
Il est marié à Anne Rühe, père de trois enfants et de confession évangélique.

## Vie politique

### Au sein de la CDU
Volker Rühe adhère à l'Union chrétienne-démocrate d'Allemagne (CDU) en 1963.
Il préside la Communauté des jeunes démocrates européennes (DEMYC) entre 1972 et 1974, et siège au comité directeur fédéral de la Junge Union pendant deux ans à partir de 1973.
En 1983, il est élu président commission de la CDU pour les Affaires étrangères et la Politique allemande. Il renonce à ce poste six ans plus tard et devient secrétaire général fédéral du parti sous la direction d'Helmut Kohl pour trois ans.

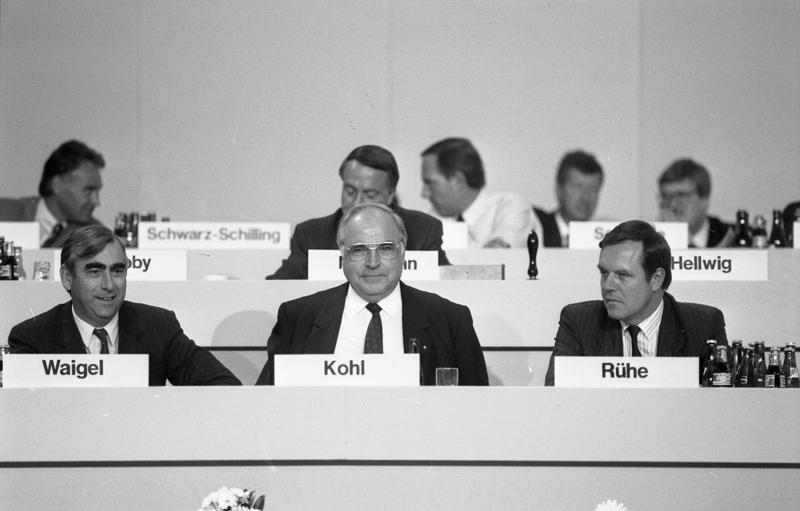
Theodor Waigel, Helmut Kohl et Volker Rühe en 1989 au congrès de la CDU à Brême.

Il intègre la présidence fédérale en 1990. Huit ans plus tard, il est désigné vice-président fédéral par Wolfgang Schäuble mais n'est pas reconduit en 2000 par Angela Merkel.

### Au sein des institutions
Élu au Bürgerschaft de Hambourg en 1970, il y devient vice-président du groupe CDU trois ans plus tard. En 1976, il renonce à ce mandat pour devenir député fédéral au Bundestag. Entre 1982 et 1989, il est vice-président du groupe CDU/CSU, chargé de la Politique étrangère, de sécurité, allemande et de Développement.
Le 1er avril 1992, Volker Rühe est nommé ministre fédéral de la Défense par Helmut Kohl. Il occupera ce poste jusqu'à la défaite de la coalition noire-jaune au scrutin du 27 septembre 1998. Il retrouve alors sa vice-présidence du groupe CDU/CSU. Durant ses six ans de mandat ministériel, il aura notamment supervisé le déploiement de la Bundeswehr à l'étranger, sous l'égide des Nations unies, et l'intégration de l'armée fédérale dans les premiers corps d'armées internationaux, tel l'Eurocorps.
Il a été chef de file de la CDU lors des élections régionales du 27 février 2000 dans le Schleswig-Holstein mais n'a obtenu que 33 sièges sur 89 au Landtag, contre 41 au Parti social-démocrate d'Allemagne (SPD) de la Ministre-présidente Heide Simonis, qui a reconduit sa coalition rouge-verte.